# 마흐무트 데미르
마흐무트 데미르(튀르키예어: Mahmut Demir, 1970년 1월 21일~)는 튀르키예의 레슬링 선수이다. 1996년 하계 올림픽 남자 자유형 슈퍼헤비급에서 금메달을 획득했으며 세계 선수권 대회에서 1회 우승(1994년)을 차지했다. 또한 유럽 선수권 대회에서 금메달 3개를 포함하여 메달 7개를 획득했다.
올림픽에서 금메달을 획득한 후 현역에서 은퇴했고 고향인 아마시아에서 사업가로 활동하고 있다.